# 格朗孔布沙特勒
格朗孔布沙特勒（法語：Grand'Combe-Châteleu，法語發音：[ɡʁɑ̃kɔ̃b ʃatlø]）是法国杜省的一个市镇，位于该省东南部，属于蓬塔利耶区。

## 地理
格朗孔布沙特勒（47°1'34"N, 6°34'12"E）面积21.46 平方千米，位于法国勃艮第-弗朗什-孔泰大區杜省，该省份为法国东部内陆省份，北起上索恩省，西接汝拉省，东部及东南部与瑞士接壤，东北部与贝尔福地区省接壤。
与格朗孔布沙特勒接壤的市镇（或旧市镇、城区）包括：蒙勒邦、莱孔布、莱格拉、拉布雷維訥、萊瑟納-佩基尼奧、莫尔托。

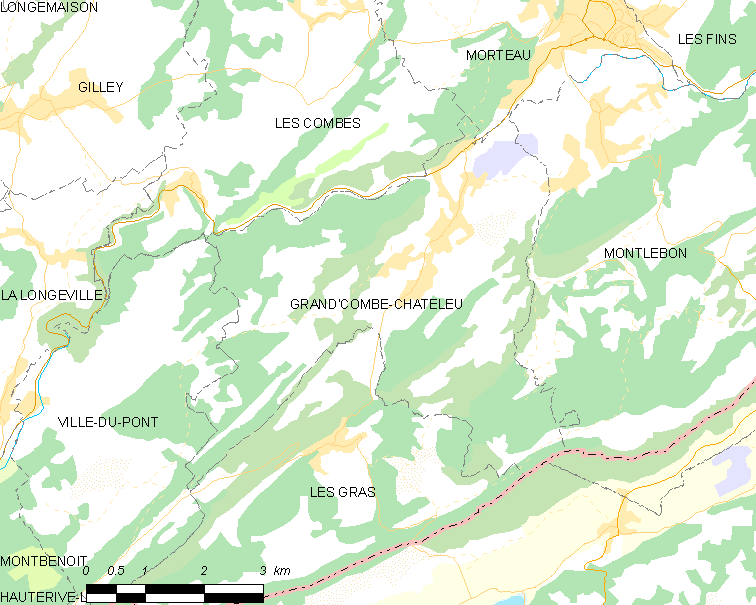
格朗孔布沙特勒的OSM定位图

格朗孔布沙特勒的时区为UTC+01:00、UTC+02:00（夏令时）。

## 行政
格朗孔布沙特勒的邮政编码为25570，INSEE市镇编码为25285。

## 政治
格朗孔布沙特勒所属的省级选区为莫尔托县。

## 人口

1962-2008年间格朗孔布沙特勒人口变化图示

格朗孔布沙特勒于2022年1月1日时的人口数量为1507人。